# Грунища
Грунища (на македонска литературна норма: Груништа) е село в Северна Македония, община Новаци.

## География
Селото е разположено в южната част на Северна Македония, в областта Мариово.

## История

### В Османската империя
| Османски статистики        | Ханета | Неженени | Вдовици | Годишен приход |
| -------------------------- | ------ | -------- | ------- | -------------- |
| Дефтер № 4 от 1476/77 г.   | 6      |          |         | 275            |
| Дефтер № 16 от 1481/82 г.  | 6      |          |         | 163            |
| Дефтер № 73 от 1519 г.     | 18     | 2        |         | 914            |
| Дефтер № 149 от 1528/29 г. | 10     | 2        | 1       | 639            |
| Дефтер № 232 от 1544/45 г. | 12     |          | 1       | 637            |

В обобщен списък на джизието на немюсюлманите от селата от вакъфите на починалия султан Сюлейман в казата Пирлепе от 9 ноември 1615 година селото е записано като Гуруниче с друго име Гурунище с 12 ханета (домакинства). В списък (иджмал дефтер) на селищата от вакъфа на султан Сюлейман в Морихова от 14 февруари 1628 година в Гурунище са отбелязани 11 ханета.
В XIX век Грунища чисто българско е село в Прилепска кааза, Мариховска нахия на Османската империя. Църквата „Свети Димитър“ е от 1860 година. В „Етнография на вилаетите Адрианопол, Монастир и Салоника“, издадена в Константинопол в 1878 година и отразяваща статистиката на населението от 1873 година, Гурунище (Gourounischté) е посочено като село с 36 домакинства със 160 жители българи.
Според статистиката на Васил Кънчов („Македония. Етнография и статистика“) от 1900 година Грунища има 240 жители, всички българи християни.
На Етнографската карта на Битолския вилает на Картографския институт в София от 1901 година Грунища е чисто българско село в Прилепската каза на Битолския санджак с 34 къщи.
В началото на XX век християнското население на селото е гъркоманско под върховенството на Цариградската патриаршия. По данни на секретаря на Българската екзархия Димитър Мишев („La Macédoine et sa Population Chrétienne“) в 1905 година в Гурунища има 240 българи патриаршисти гъркомани.
Според Георги Трайчев Грунища има 32 къщи с 240 жители българи гъркомани.
В 1925 година е построена църквата „Света Петка“ от Ристе Венин, който на входа постава плоча с надпис. В църквата има извор с вода, за която местното население вярва, че е света – лековита вода.

### Преброявания в Югославия и Северна Македония[1]
| Националност     | 1948 | 1953 | 1961 | 1971 | 1981 | 1991 | 1994 | 2002 |
| ---------------- | ---- | ---- | ---- | ---- | ---- | ---- | ---- | ---- |
| Общо             | 240  | 264  | 225  | 84   | 26   | 20   | 3    | 3    |
| северномакедонци |      | 254  | 223  | 84   | 26   | 20   | 3    | 3    |
| албанци          |      | 0    | 0    | 0    | 0    | 0    | 0    | 0    |
| турци            |      | 10   | 0    | 0    | 0    | 0    | 0    | 0    |
| роми             |      | 0    | 0    | 0    | 0    | 0    | 0    | 0    |
| власи            |      | 0    | 0    | 0    | 0    | 0    | 0    | 0    |
| сърби            |      | 0    | 2    | 0    | 0    | 0    | 0    | 0    |
| бошняци          |      | 0    | 0    | 0    | 0    | 0    | 0    | 0    |
| други            |      | 0    | 0    | 0    | 0    | 0    | 0    | 0    |

Според преброяването от 2002 година селото има 3 жители.
| Националност     | Всичко |
| северномакедонци | 3      |
| албанци          | 0      |
| турци            | 0      |
| роми             | 0      |
| власи            | 0      |
| сърби            | 0      |
| бошняци          | 0      |
| други            | 0      |

## Личности
Починали в Грунища
- Войн Попович (1881 – 1916), сръбски военен деец
- Климент Джеров (1867 – 1916), български военен деец, генерал
- Константин Настев (1880 – 1916), български военен деец и революционер